# Ктезије
Ктезије (грч. Κτησίας) је био грчки лекар и историчар из 5. века п. н. е. који се родио у Кинду у покрајини Карији.
Радио је као лекар у служби персијског великог краља Артаксеркса II, којег је пратио током његовог похода против побуњеног брата Кира Млађег.
Ктезије је писао о Персијском царству и Асирији у своме делу „Персика“ које се састоји од 23 књиге.
Такође написао је и дело „Индика“ о древној Индији, за које се претпоставља да је урађено на основу персијских краљевских архива.
Будући да је живео у персијском краљевском двору, његова дела сматрају се најобјективнијим извором што се тиче историје древне Персије и стога су често контрадикторна са Херодотовом збирком „Историје“.